# Bernard Pivot

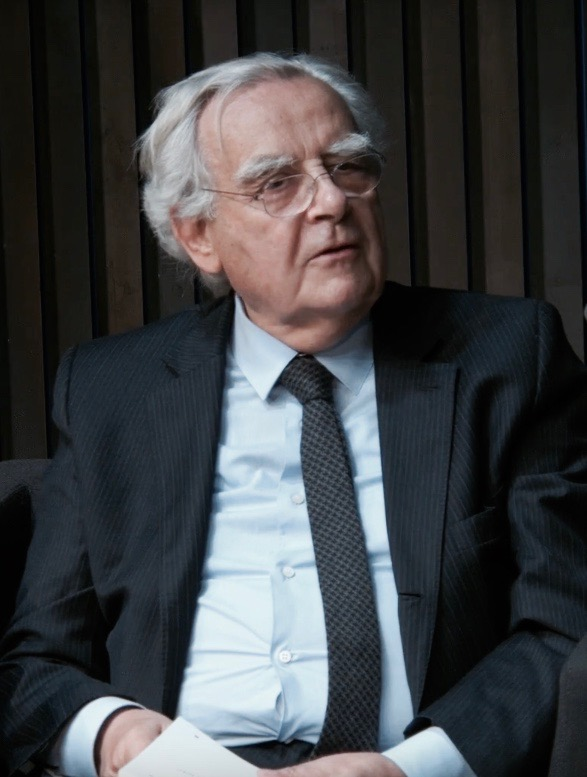
Bernard Pivot (2017)

Bernard Pivot (* 5. Mai 1935 in Lyon, Département Rhône, Frankreich; † 6. Mai 2024 in Neuilly-sur-Seine) war ein französischer Journalist, Autor und Moderator bei Kultursendungen im französischen Fernsehen. Große und überdauernde Bekanntheit erlangte er als Literaturkritiker und Moderator der Literatur- und Kultursendungen Apostrophes und Bouillon de culture in den 1980er- und 1990er-Jahren.

## Leben
Pivot war der Sohn eines Lebensmittelhändlers. Als sein Vater während des Zweiten Weltkriegs in Deutschland Kriegsgefangener war, ging seine Mutter mit ihm ins Haus der Familie nach Quincié-en-Beaujolais zurück. Dort wurde Bernard auch eingeschult. Dazu erzählt er: „Ich hatte nur eine alte Ausgabe des Petit Larousse und die Fabeln von La Fontaine – das erste Buch, das ich gelesen habe. Ich notierte in einem Heft die Wörter aus den Fabeln, die ich nicht verstand, und schaute sie im Larousse nach.“
Nach der Rückkehr des Vaters zog die Familie Pivots gemeinsam zurück in die südfranzösische Stadt Lyon. Bernard besuchte fortan ein katholisches Internat, in welchem er lediglich in den Fächern Sport, Französisch und Geschichte glänzte. Er schloss die Schule am Collège-lycée Ampère seiner Heimatstadt ab und studierte anschließend Jura in Lyon. 1955 schrieb er sich in Paris an der Journalistenschule Centre de formation des journalistes (CFJ) ein und schloss als Zweitbester seines Jahrgangs ab. An der Schule lernte er auch seine spätere Ehefrau kennen.
Nach einem Praktikum bei der Zeitung Le Progrès in Lyon studierte er für ein Jahr Wirtschaftsjournalismus. 1958 wurde er Journalist bei der Wochenzeitung Figaro littéraire. Nachdem diese 1971 geschlossen worden war, kam er zur Tageszeitung Le Figaro und arbeitete dort als Redakteur. Als Jean d’Ormesson beim Figaro 1974 Generaldirektor wurde, verließ Pivot die Redaktion und ging auf Anraten von Jean-Louis Servan-Schreiber ein Jahr danach zu dessen neugegründeter Zeitschrift Lire. So kam es, dass er auch über seinen Tod hinaus noch als Roi Lire bezeichnet wurde, ein Wortspiel mit dem französischen Titel des Shakespeare-Dramas König Lear, Roi Lear, das in etwa der Bezeichnung von Marcel Reich-Ranicki als Literaturpapst entspricht.
Bereits 1970 hatte Pivot auf Europe 1 ein tägliches, humoristisches Radioprogramm geleitet, welches des Öfteren politische Themen ansprach, die dem damaligen französischen Präsidenten Georges Pompidou sehr oft nicht gefielen. Ab 1973 produzierte und moderierte er im französischen Ersten Fernsehprogramm TV 1 das Literaturprogramm Ouvrez les Guillemets. Nach der Auflösung des ORTF 1974 begann er mit der wöchentlichen Literaturrunde Apostrophes, die 1990 nach 724 Ausgaben ihr Ende fand. Im Folgejahr begann seine Moderation der aktuellen Literatur- und Kultursendung Bouillon de culture, die bis 2001 spätabends für bis zu einer Million Zuschauer gesendet wurde.
1985 begründete Pivot die Championnats de France d’orthographe, die später Championnats du monde d’orthographe hießen und als Dicos d’or abgekürzt wurden, einen Rechtschreibwettbewerb, der in Frankreich große Popularität erlangte.
Pivot war mit der Journalistin Monique Dupuis verheiratet. Der Verbindung entstammen zwei Töchter.
Im Mai 2024 starb er einen Tag nach seinem 89. Geburtstag an den Folgen einer Krebserkrankung.

## Mitgliedschaften
- 2004–2019: Mitglied der Académie Goncourt als erster Nichtschriftsteller (ab 2014 deren Präsident)
- 2008: Ehrenmitglied des Order of Canada
- 2011: Ritter des Ordre national du Québec

## Veröffentlichungen (Auswahl)
- L’Amour en vogue, Roman. Calmann-Lévy, Paris 1959.
- La vie oh là, la!, Chronik. Grasset, Paris 1966.
- Le Football an Vert über den Klub AS Saint-Étienne. Hachette-Gamma, Paris 1980.
- Le Livre de l’orthographe, Einführung. 1989.
- Remontrance à la ménagère de moins de 50 ans. Plon, Paris 1998.
- Le Métier de lire, réponses à Pierre Nora. Gallimard, Paris 1999; neu verlegt und ergänzt in der Reihe Folio des Verlags 2001.
- 100 mots à sauver. Albin Michel, Paris 2004.
- Dictionnaire amoureux du vin. Plon, Paris 2006.
- 100 expressions à sauver. Albin Michel, Paris 2008.
- Les Mots de ma vie, Autobiographie. Albin Michel, Paris 2011.
- Les Tweets sont des chats. Albin Michel, Paris 2013.

### Nachrufe
- Peter Urban-Halle: Zum Tod des französischen Literaturkritikers Bernhard Pivot. In: Deutschlandfunk-Sendung „Büchermarkt“. 6. Mai 2024, abgerufen am 6. Mai 2024 (mp3-Datei, 5,3 MB; 5:49 Minuten).
- Niklas Bender: Bernard Pivot gestorben: Mittler der Geistes- und Gaumenfreuden. In: Frankfurter Allgemeine Zeitung. 6. Mai 2024, abgerufen am 6. Mai 2024.
- Oliver Meiler: Er demokratisierte die Literatur. In: Süddeutsche Zeitung. 7. Mai 2024, abgerufen am 8. Mai 2024 (hinter einer Paywall; in der gedruckten Ausgabe vom 8. Mai 2024 auf Seite 26).
- Oliver Meiler: Nachruf auf Literaturkritiker Bernard Pivot: Er lehrte die Franzosen und Frankofonen, das Lesen zu lieben. In: Tagesanzeiger. 7. Mai 2024, abgerufen am 9. Mai 2024.